# Libertad Popular
Libertad Popular es un partido político liberal del Perú. El partido está liderado por Rafael Belaúnde Llosa, ex ministro de Energía y Minas brevemente en 2020.   
El partido actualmente está registrado ante el Jurado Nacional de Elecciones para participar en las próximas elecciones generales peruanas en 2026.